# Boggione
Il Boggione è un corso d'acqua della Lombardia affluente in destra idrografica del Margorabbia, anch’esso situato in Lombardia. La confluenza avviene a Ghirla (frazione di Valganna).